# Венява (гмина)
Венява (пол. Wieniawa) — сельская гмина (уезд) в Польше, входит в Пшисухский повет (Мазовецкое воеводство). Население — 5543 человека (на 2004 год).

## Демография
| Перепись                       | Всего   | Всего | Женщины | Женщины | Мужчины | Мужчины |
| ------------------------------ | ------- | ----- | ------- | ------- | ------- | ------- |
| Единицы                        | человек | %     | человек | %       | человек | %       |
| Население                      | 5543    | 100   | 2803    | 50,6    | 2740    | 49,4    |
| Плотность населения (чел./км²) | 53,3    | 53,3  | 26,9    | 26,9    | 26,3    | 26,3    |

## Сельские округа
1. Бруднув
2. Глогув
3. Яблоница
4. Камень-Дужы
5. Клудно
6. Коханув-Венявски
7. Коморув
8. Корыциска
9. Плец
10. Погрошин
11. Ромуальдув
12. Скшинно
13. Сокольники-Мокре
14. Сокольники-Сухе
15. Венява
16. Воля-Брудновска
17. Выджин
18. Загуже
19. Завады
20. Жукув

## Поселения
1. Блотка
2. Бжозовица
3. Глинянки
4. Гурка
5. Гуры
6. Калень
7. Камень-Малы
8. Кауказ
9. Коморув-Гаювка
10. Конары
11. Осины
12. Под-Роговон
13. Под-Скшиннем
14. Рыкув
15. Стайкув
16. За-Бугем
17. За-Гурами
18. Задомбрув

## Соседние гмины
1. Гмина Борковице
2. Гмина Хлевиска
3. Гмина Ороньско
4. Гмина Пшисуха
5. Гмина Пшитык
6. Гмина Шидловец
7. Гмина Волянув